# Gemeinde Tolmin

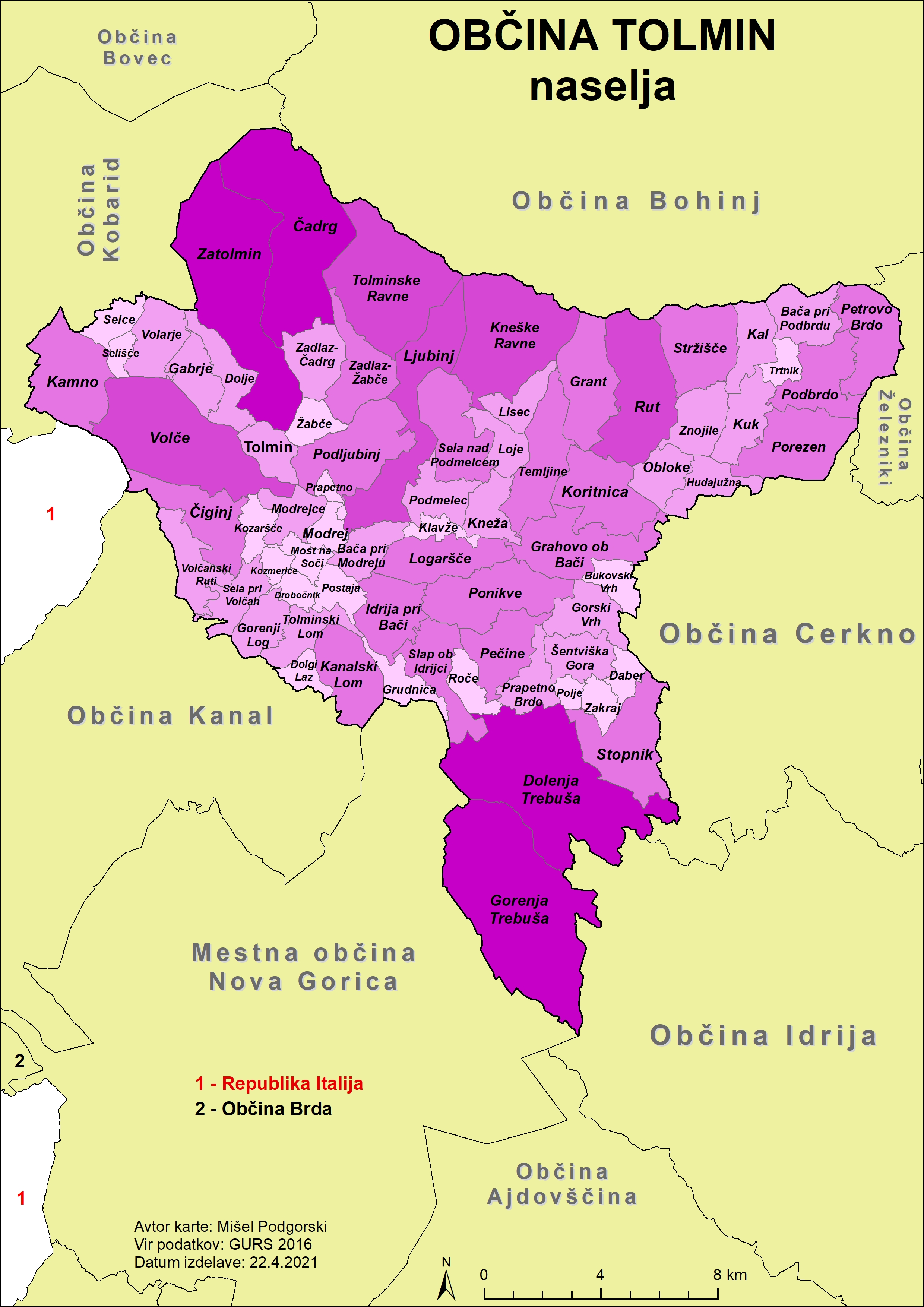
Übersichtskarte der Ortschaften

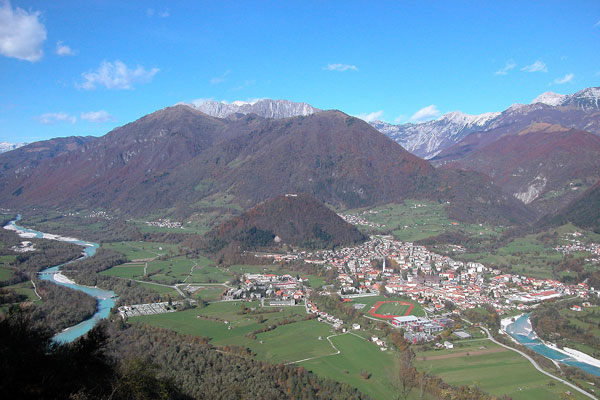
Tolmin

Die Gemeinde Tolmin (slowenisch: Občina Tolmin) ist eine Gemeinde in der historischen Landschaft Primorska (Region Goriška) im Westen Sloweniens.
Die Stadt besteht aus 72 Ortschaften und Weilern. Hauptort und Verwaltungssitz ist die Kleinstadt Tolmin.
Tolmin wurde im Rahmen der Alpenkonvention zur Alpenstadt des Jahres 2016 gekürt.

## Ortschaften
Die Gemeinde umfasst 72 Ortschaften. Die deutschen Exonyme in den Klammern wurden bis zum Abtreten des Gebietes an das Königreich der Serben, Kroaten und Slowenen im Jahr 1918 vorwiegend von der deutschsprachigen Bevölkerung verwendet und sind heutzutage größtenteils unüblich.
- Bača pri Modreju (Windisch Fetschen)
- Bača pri Podbrdu (Fetschendorf)
- Bukovski Vrh (Buchenberg)
- Daber (Taberg)
- Dolenja Trebuša (Nieder Trebutsch)
- Dolgi Laz (Dulgelaas)
- Dolje (Dollin)
- Drobočnik (Drobeschnik)
- Čadrg (Tschadraberg)
- Čiginj (Zigin)
- Gabrje (Rabs)
- Gorenja Trebuša (Ober Trebutsch)
- Gorenji Log (Oberloch)
- Gorski Vrh (Tolmeinerberg)
- Grahovo ob Bači (Katzenberg)
- Grant (Deutschgrund)
- Grudnica ( Graudenz)
- Hudajužna (Honsdorf)
- Idrija pri Bači (Vötsch am Fetschenbach)
- Kal (Kaal)
- Kamno (Kamberg)
- Kanalski Lom (Lam bei Kanalsburg)
- Klavže (Klausenhof)
- Kneške Ravne (Raunach)
- Kneža (Grafendorf)
- Koritnica (Goritnich)
- Kozaršče (Kossarisch)
- Kozmerice (Kosmeritz)
- Kuk (Deutsch Sonneck)
- Lisec (Fuchsdorf)
- Ljubinj (Lübin)
- Logaršče (Locharsch)
- Loje (Logendorf)
- Modrej (Modrey)
- Modrejce (Modretze)
- Most na Soči (Mauerskirch)
- Obloke (Mühlenklamm im Gereuth)
- Pečine (Böschingen)
- Petrovo Brdo (Petersberg)
- Podbrdo (Deutscherberg am Mühlbach)
- Podmelec (Podmelz)
- Polje (Pollach)
- Poljubinj (Palbin)
- Ponikve (Penken)
- Porezen (Pursen)
- Postaja (Ruhe)
- Prapetno (Prappeld)
- Prapetno Brdo (Papröth)
- Roče (Rotsch)
- Rut (Deutsch Ruth)
- Sela nad Podmelcem (Sellen)
- Sela pri Volčah (Igees)
- Selce (Selzach)
- Selišče (Osselische)
- Slap ob Idrijci (Slapst)
- Stopnik (Stopnig)
- Stržišče (Wartenberg)
- Šentviška Gora (Sankt Veitsberg)
- Temljine (Temling)
- Tolmin (Tolmein)
- Tolminske Ravne (Gartenberg)
- Tolminski Lom (Lam bei Tolmein)
- Trtnik, (Deutsch Trettenich)
- Volarje (Ulrichsdorf im Brandtal)
- Volčanski Ruti (Gereuth bei Woltschach)
- Volče (Woltschach)
- Zadlaz-Čadrg (Satzles)
- Zadlaz-Žabče (Sabig)
- Zakraj (Sankt Karl)
- Zatolmin (Dörfl bei Tolmein)
- Znojile (Deutsch Winkenberg)
- Žabče (Sabig)

## Nachbargemeinden
| Kobarid       | Bohinj, Železniki                           | Železniki |
| Italien       | Kompassrose, die auf Nachbargemeinden zeigt | Cerkno    |
| Kanal ob Soči | Nova Gorica                                 | Idrija    |

## Geschichte
In dem zur Gemeinde gehörigen Ort Gorenja Trebuša wurden vier Massengräber aus der Spätphase des Zweiten Weltkriegs gefunden.

## Söhne und Töchter der Gemeinde
- Anton Haus (* 13. Juni 1851 in Tolmin; † 8. Februar 1917 in Pola), Oberbefehlshaber der Österreichisch-Ungarischen Kriegsmarine, Großadmiral
- Matija Bravničar (* 24. Februar 1897 in Tolmin; † 25. November 1977 in Ljubljana), Komponist